# Festmacherring

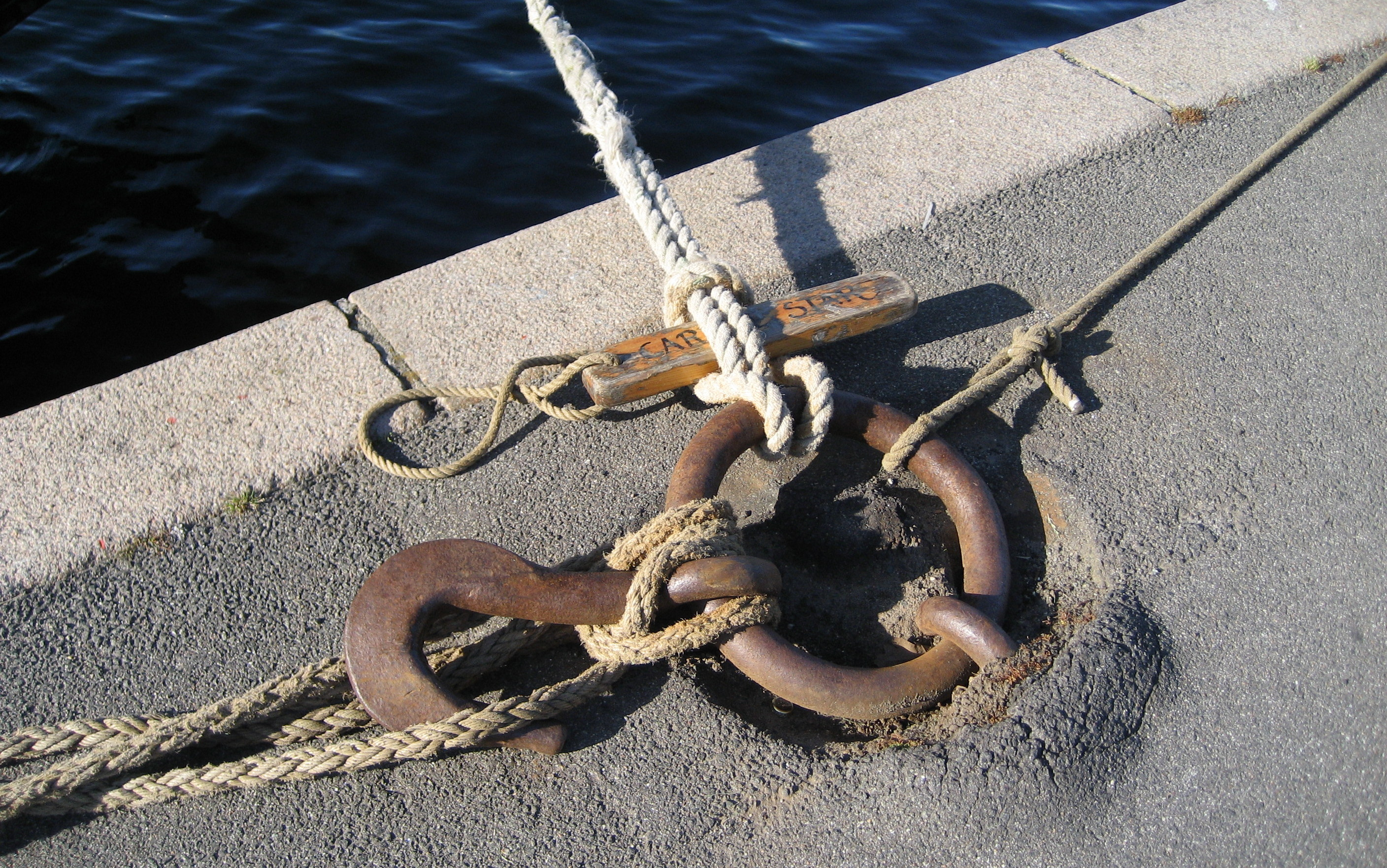
Unterschiedliches Belegen von Festmacherleinen an einem Festmacherring

Ein Festmacherring ist ein Stahlring, der fest an der Hafenmauer verankert ist und an dem Schiffe ihre Festmacherleinen beim Liegen in Häfen festmachen können.
Festmacherringe werden meist mit einem Roringstek belegt.
Eine ähnliche Funktion hat der Poller.